# サンキューマート
サンキューマート (THANK YOU MART) は、エルソニック株式会社が運営する日本の衣料品店チェーン。主に女子中高生を対象としており、取り扱う商品を全品390円（税別）均一で販売している。

## 概要
1994年に大阪・アメリカ村に古着専門店として1号店がオープン。当初はアメリカやヨーロッパ直輸入の古着を取り扱っていたが、現在は衣料品、服飾品、雑貨などを取り揃えている。また、有名キャラクターやイラストレーターとのコラボグッズも取り扱っている他、2019年9月よりオリジナルブランド「CANDY BUNNY」でのメイクアップ用品の販売も行っている。
なお、運営会社であるエルソニック株式会社は、2018年9月に投資ファンドの日本産業推進機構によって買収されている。

## 取扱商品
取扱商品の品目は下記の通り。特に美容家電については、2019年8月よりオリジナル商品として販売しているヘアアイロンが人気商品となっている。この商品は産業能率大学との連携企画として、同大学所属の学生たちの意見を参考に開発されたことで話題となった。また、下記商品以外にも海外からの輸入菓子を取り扱っている。
- 衣料品（Tシャツ、トップス、ボトムス）
- 服飾品（バッグ、ポーチ、その他小物）
- スマートフォン・モバイル用品（スマホケース、スマホリング、その他アクセサリー）
- 美容家電（ヘアアイロン、加湿器など）
- コスメティクス（メイクアップ用品、コスメ雑貨）
- 雑貨（キーホルダー、文具、各種ケース、時計など）
- コラボグッズ（キャラクター、イラストレーター）

## 日本国内の店舗
2022年8月現在、一部の県(地域)を除く約105店舗を展開している。
|                      |                      |
| 各種施設への店舗展開 | 路面店オープンの様子 |